# Ephemeropteris
Ephemeropteris, rod papratnica, dio porodice Athyriaceae. raširen je od  Meksika preko Srednje Amerike na jug do Venezuele i Ekvadora. jedna je meksički endem.
Rod je opisan 2019.

## Vrste
1. Ephemeropteris palmensis (Christ) R.C.Moran & Sundue
2. Ephemeropteris skinneri (Baker) R.C.Moran & Sundue
3. Ephemeropteris tejeroi (Mickel) R.C.Moran & Sundue